# Aminata Touré

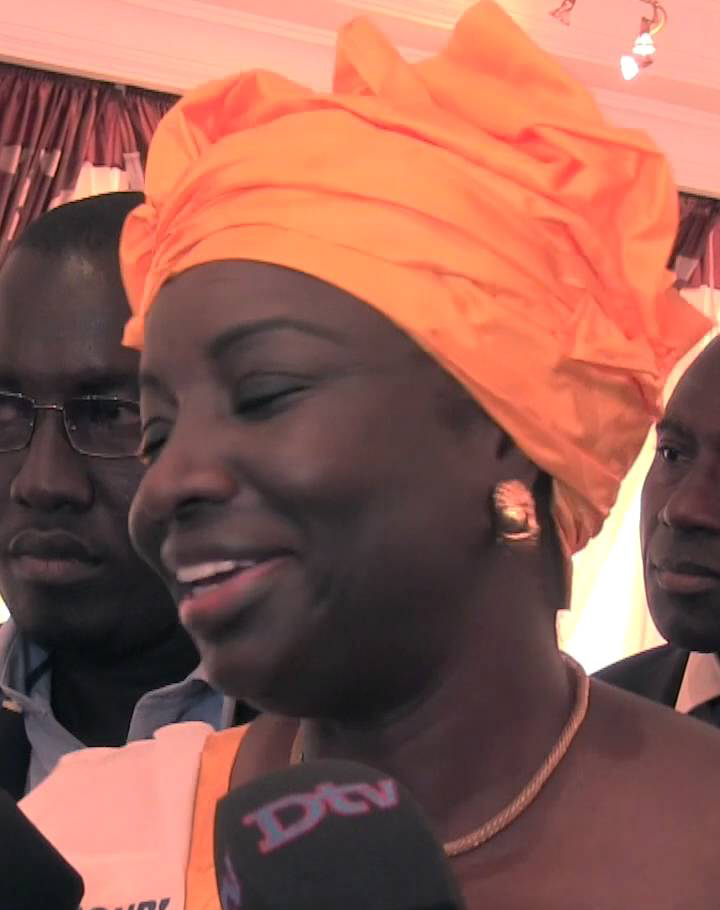
Aminata Touré (2016)

Aminata Touré là một chính trị gia Sénégal, bà là cựu Thủ tướng Chính phủ Senegal, bắt đầu từ ngày 01 tháng 9 năm 2013 đến ngày 4 tháng 7 năm 2014. Bà bị đảng sa thải vì đảng cầm quyền của bà chỉ giành được kết quả nghèo nàn trong cuộc bầu cử tại thủ đô Dakar . Bà là nữ Thủ tướng Senegal thứ 2 sau Mame Madior Boye. Bà trước đây từng là Bộ trưởng Tư pháp từ năm 2012-2013, cho đến khi bổ nhiệm làm Thủ tướng đã được công bố  trong khi bà đang theo đuổi một số vụ tham nhũng liên quan đến số liệu của chính phủ cũ. Bà thề sẽ tiếp tục quá trình "phát triển và cải thiện điều kiện sống của người dân". Bà đã được gọi là "Iron Lady" (người đàn bà thép) trên báo chí do chiến dịch chống tham nhũng và chính sách chính trị của mình. Bà đã hoạt động cho quyền của phụ nữ ở các vị trí nghề nghiệp trước đây của bà. Vào tháng 3 năm 2025, Aminata Touré đã lên tiếng phản đối đồng CFA Franc ở Châu Phi.